# Найтаки, Алексей Петрович
Алексей Петрович Найтаки (1805—1881) — российский предприниматель и общественный деятель, занимавшийся торговым, гостиничным и другим бизнесом, благотворительностью. В 1858—1860 годах возглавлял город Пятигорск.
Алексей Петрович Найтаки был греком по национальности, потомком мигрантов, переселившихся из Итаки в Российскую Империю. По местной и семейной легенде, фамилия «Найтаки» возникла из-за недопонимания. Дедушка Алексея Петровича, Афанасий, приехал в Россию, почти не зная русского языка, и когда российский чиновник спросил фамилию, Афанасий подумал, что это вопрос о том, где он раньше жил, и ответил: «на Итаке». Чиновник же записал в документы «Афанасий Найтаки». Вероятно также, что фамилия Найтаки произошла от греческого прозвища ναυτάκης, что переводится как «маленький мореход», «матросик».
При Екатерине II семья Найтаки обосновалась на Черноморском побережье, а в 20-х годах XIX века переселилась в Ставрополь, ставший тогда центром Кавказской области.
Сын Афанасия, Пётр Афанасьевич Найтаки (1777—1846) переехал на Кавказ из Таганрога на рубеже XIX века, успешно занимался гостиничным делом, был владельцем и арендатором нескольких популярных гостиниц в Ставрополе, Пятигорске и в Кисловодске. Алексей Петрович Найтаки вместе с братом Егором занимался торговлей. На ссуды Ставропольского комиссионерства закупал шинельное сукно в Москве, оружие в Туле, спирт в Астрахани и доставлял с обозами для Кавказской армии.
Алексей занимался гостиничным бизнесом, как и его отец. С 1835 и до 50-х годов XIX века они арендовали Ставропольскую частную гостиницу, а также Пятигорскую и Кисловодскую казённые гостиницы. Обустроили их в европейском стиле и сдавали номера постояльцам. Эти гостиницы многие называли «у Найтаки». В 1851 году кавказский наместник М. С. Воронцов разрешил А. П. Найтаки возвести в центре города два дома для приезжих, фактически — создать частную гостиницу. В тех же зданиях были устроены и торговые лавки. Возле кисловодской гостиницы были построены два флигеля. В 1852 году Найтаки стал купцом первой гильдии. Гостиницы были переданы ему в полное управление. И было поручено также содержание на Минеральных Водах омнибусов, развозка почты и предоставление приезжим лошадей для срочного безостановочного проезда.
С А. П. Найтаки были знакомы М. Ю. Лермонтов, Л. Н. Толстой, некоторые декабристы и многие другие люди, посещавшие его заведения или останавливавшиеся в них.
Найтаки стал известен также как благотворитель и меценат. В 1838 году Найтаки (по другим данным это сделал не А. П. Найтаки, а его отец - Пётр Афанасьевич Найтаки) оплатил половину строительства городской тюрьмы, чтобы заключённых не приходилось содержать в неприспособленных для этого подвалах. Исполняя пожелание императора Николая I, расширил городскую церковь. За это А. П. Найтаки был награждён золотой медалью «За полезное» на ленте ордена святой Анны. Известно также о пожертвованиях, сделанных Найтаки в пользу батальонной церкви 3-го Кавказского линейного батальона в Кисловодске.
В 1858 году (по другим данным в 1956 году) А. П. Найтаки был избран городским головой Пятигорска. В том же году участвовал в освящении вод и тоннеля Пятигорского провала вместе с святителем Игнатием (Брянчаниновым). В 1864 году после окончания Кавказской войны пятигорские купцы Найтаки получили потомственное почётное гражданство Российской империи.
Алексей Петрович Найтаки умер 5 ноября 1881 года. Похоронен на старом пятигорском кладбище рядом с отцом.